# 遮岛镇
遮岛镇（德宏傣语：ᥓᥥ ᥖᥬᥲ），是中华人民共和国云南省德宏傣族景颇族自治州梁河县下辖的一个乡镇级行政单位。

## 历史
遮岛镇是德宏州的傣族主要聚居之一，位于勐底坝尾东南山麓的遮岛小梁江冲积平坝上，北接河西乡，南临芒东镇，东西两侧均为九保阿昌族乡。遮岛镇是梁河县的中心，其中梁河县人民政府驻于遮岛镇。“遮岛”在傣语中意思是“下城”。清朝咸丰元年（1851年）杜文秀起义，烧毁了南甸宣抚司的永安衙门，土司司署搬迁至田心建立衙门，取名“莲花城”。后因地处九保村（傣语称“姐勒”，意为上城）下方，故改名为姐德，后译为遮岛。遮岛位于梁河县中部偏北，南甸坝坝尾。1932年设镇。1950年5月6日，中国人民解放军攻占梁河后，继设遮岛镇，作为梁河县政府所在地。1961年，设遮岛区。1964年，恢复遮岛镇。文化大革命爆发后，1969年改为红光大队，1971年改为遮岛大队，1984年恢复遮岛镇。

## 行政区划
遮岛镇下辖以下地区：
振兴社区、南甸社区、团结社区、勐底社区、弄么村和水箐村。

## 产业
当地主要生产水稻、油菜、甘蔗，并产木材、茶叶、紫胶、核桃。特产梁河绿茶、小花鱼。制造业主要有造纸、陶瓷、电力、制药、酿酒、织染等企业。腾冲至盈江公路经此镇。当地为西南丝绸之路要冲，有南甸土司署遗址，为云南省内保存较完整的傣式古建筑。北部丙赛温泉为著名景点。

## 图库

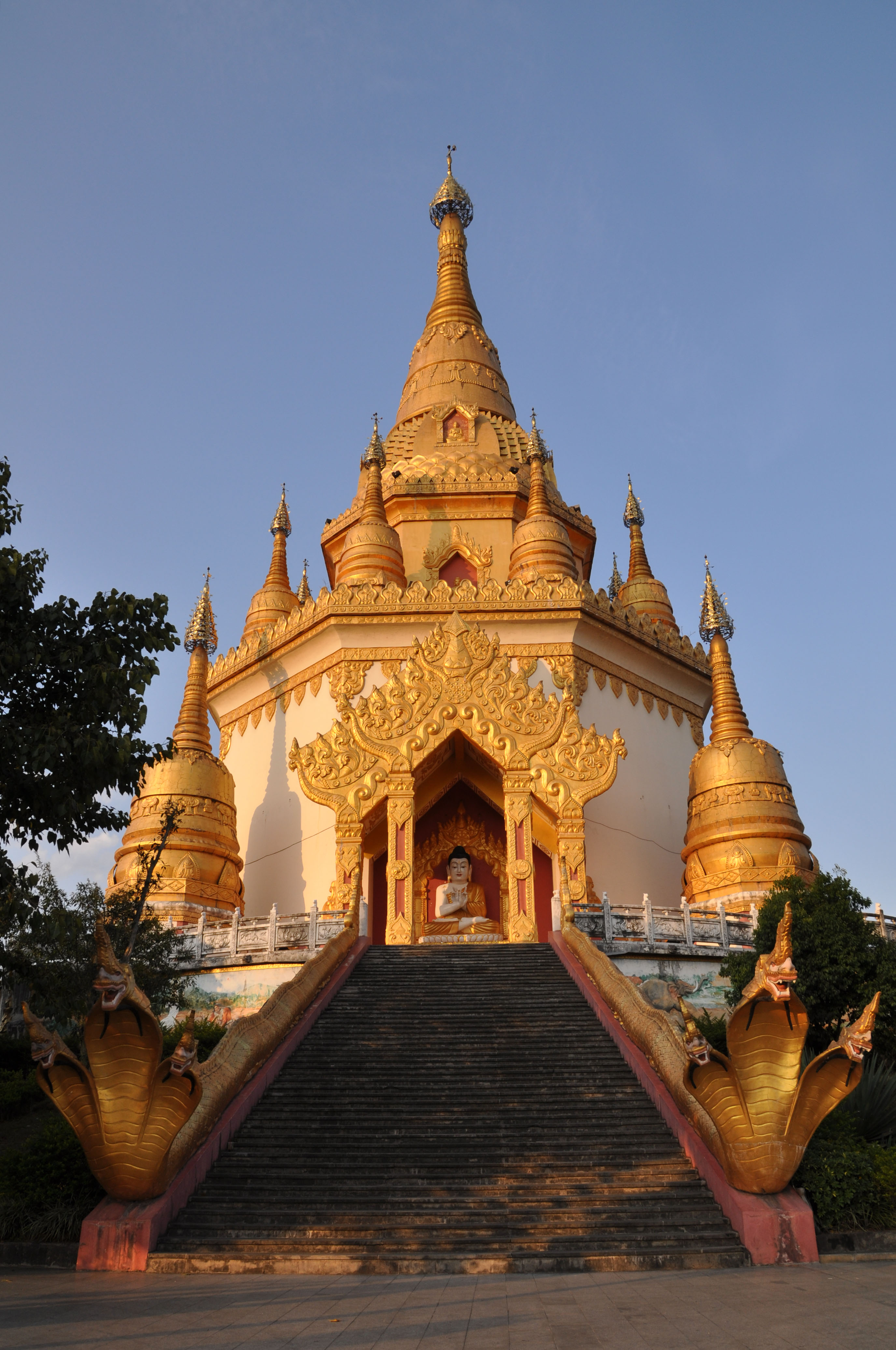
勐底金塔
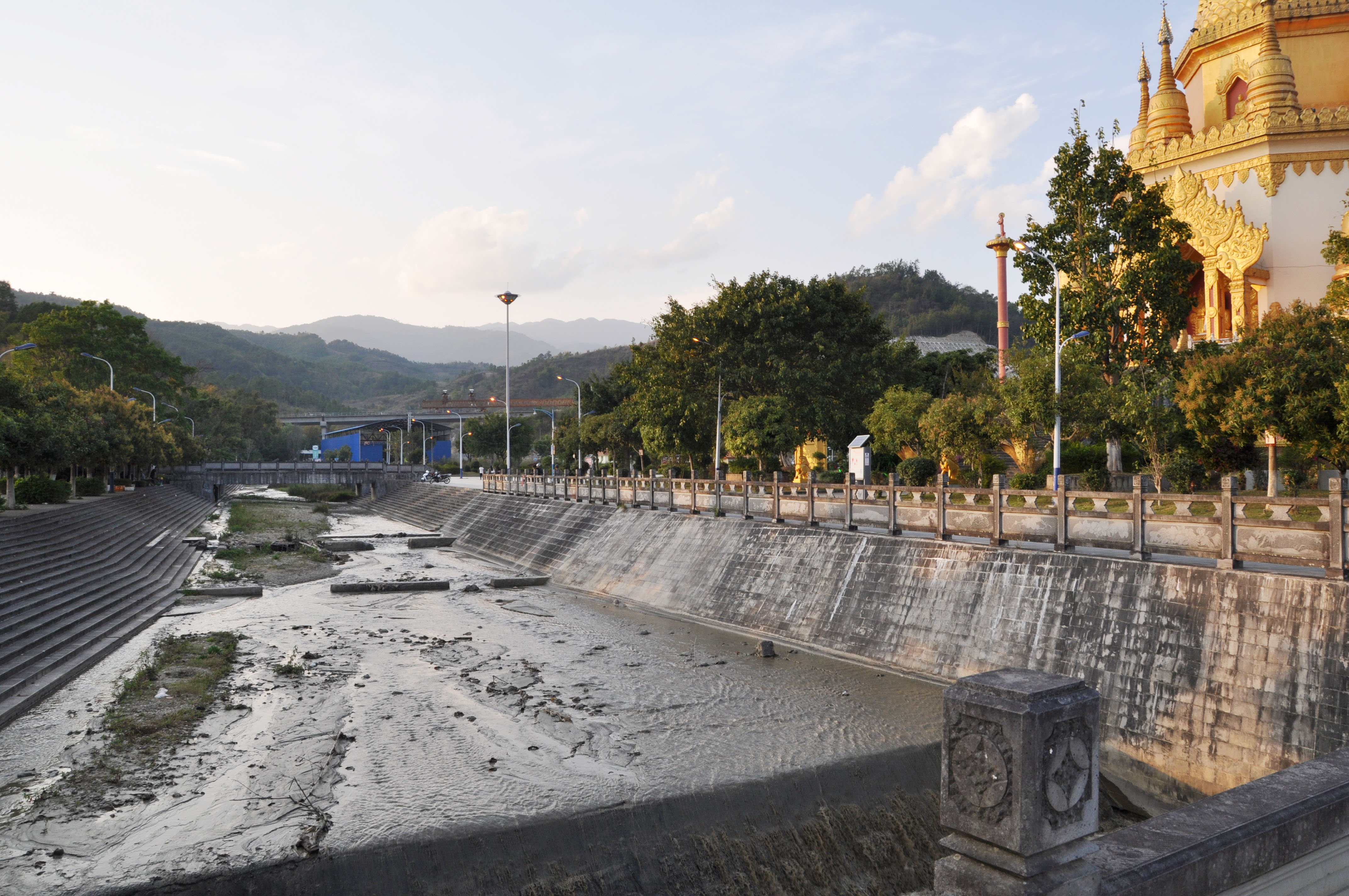
勐底金塔前的勐来河
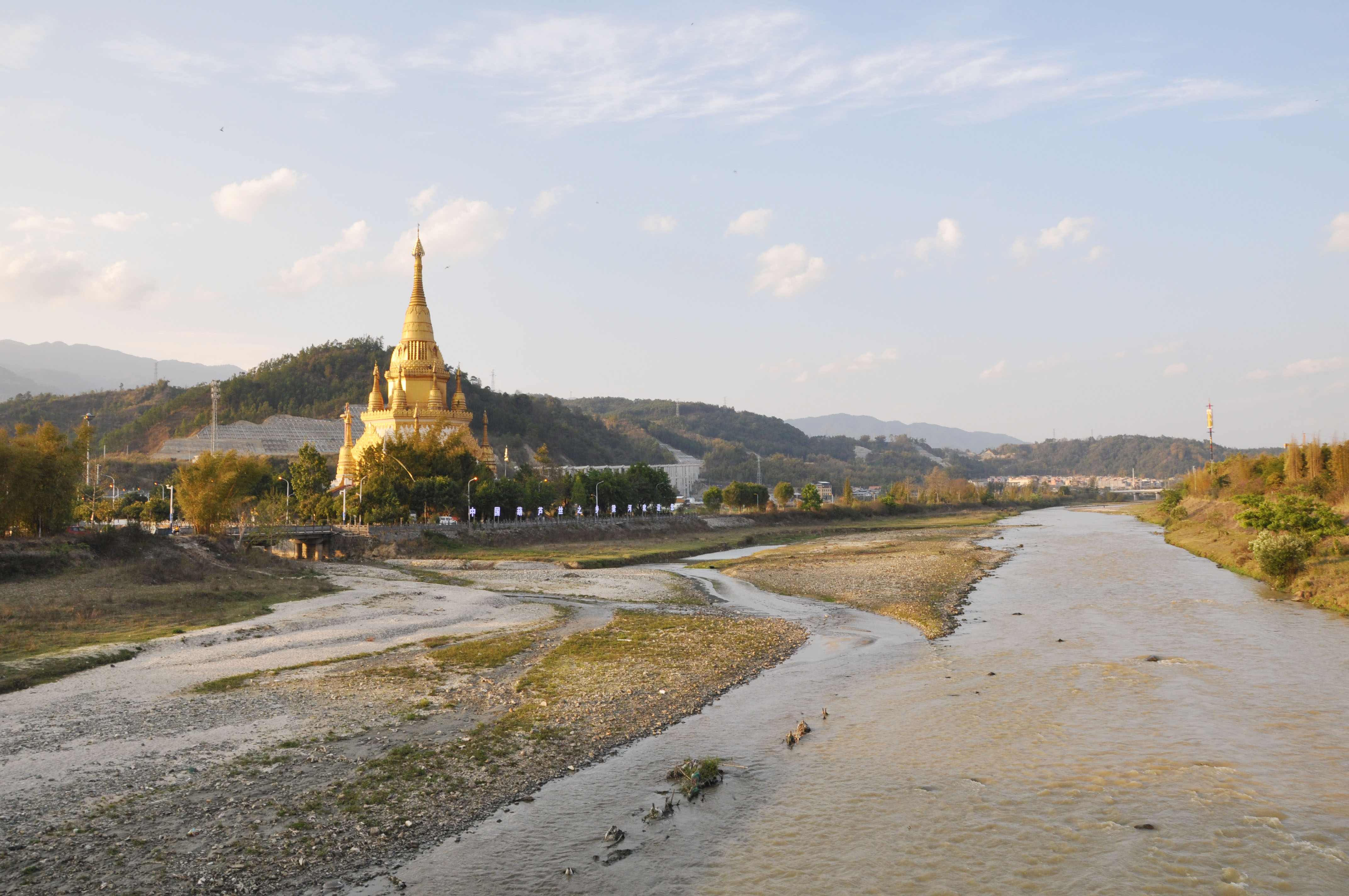
南底河和勐底金塔
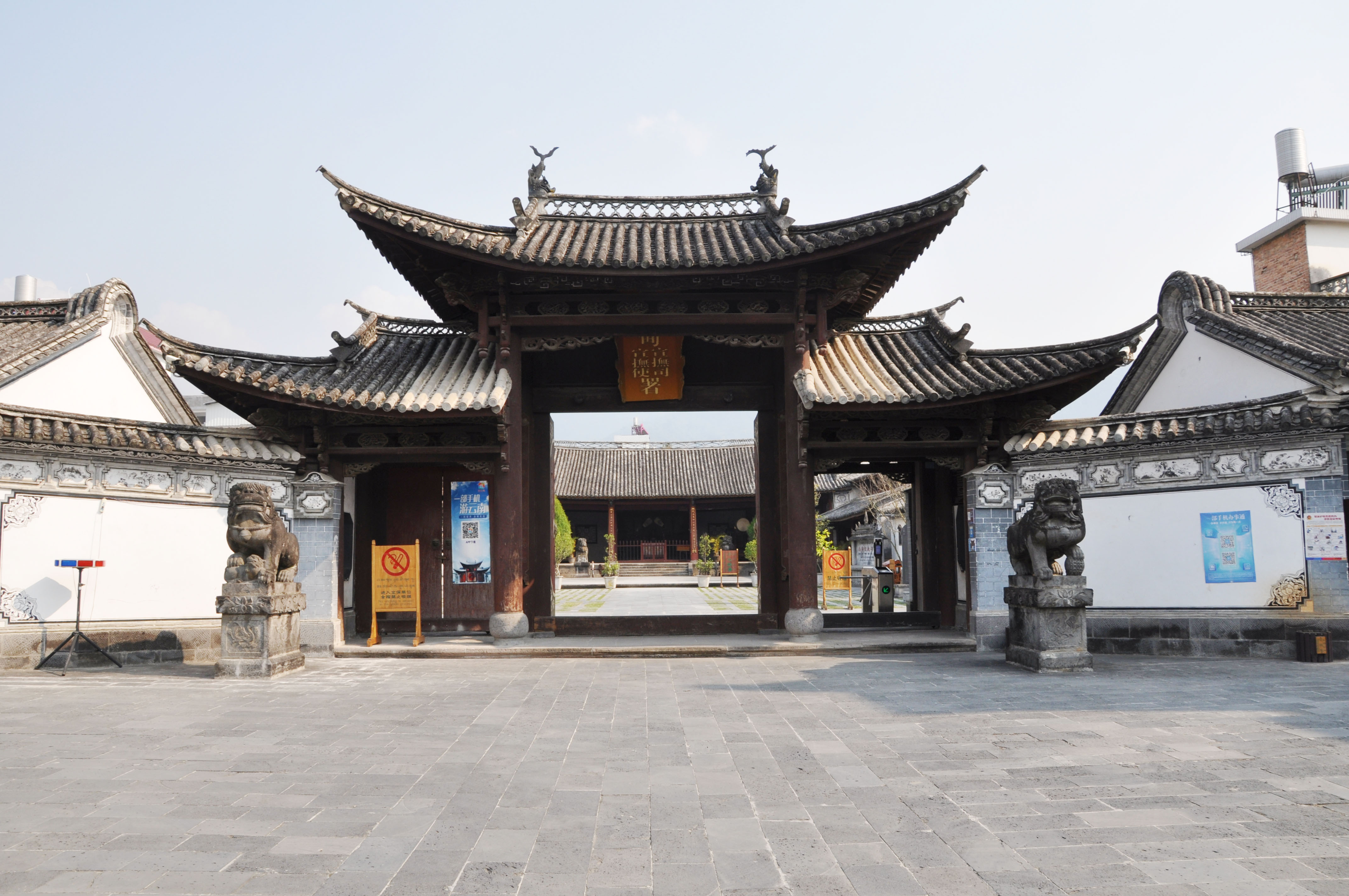
南甸宣抚司署